# Шумилов, Пётр Павлович
Пётр Павлович Шуми́лов (1 (14) июля 1901, Бобринец, Елисаветградский уезд, Херсонская губерния — 17 августа 1942, Краснокамск) — советский учёный, инженер-нефтяник и изобретатель, конструктор вооружений.

## Биография
Родился в 1901 году в Бобринце (ныне Кировоградская область, Украина) в многодетной крестьянской семье.
Окончил четырёхклассную начальную школу, четыре класса высшего училища, пятый класс Бобринецкой гимназии (1919), один курс Херсонского СХИ (1923—1924), физико-механический факультет МГУ имени М. В. Ломоносова (1929).
В 1919—1923 годах учитель физики и математики в Бобринецкой трудовой школе.
В 1927—1934 годах научный сотрудник Государственного исследовательского нефтяного института (ГИНИ), с 1932 года начальник сектора бурения, а затем отдела промысловой механики.
В 1934—1939 работал в Баку в экспериментальной конторе турбинного бурения, под его руководством был создан многоступенчатый безредукторный турбобур.
С 1939 года начальник сектора турбинного бурения Наркомата нефтяной промышленности СССР (Баку).

Также с 1930 года доцент кафедры нефтепромысловой механики МНИ имени И. М. Губкина, в последующем читал курсы гидравлики, механики, сопротивления материалов и теории теплопередачи в Московском и Бакинском нефтяных институтах, в МГУ.
После начала войны занимался конструированием нового вида противотанкового оружия в Краснокамске Пермской области (куда в сентябре 1941 года была эвакуирована руководимая им Бакинская Экспериментальная контора турбинного бурения (ЭКТБ) Наркомнефти).
С 1941 года входил в конструкторскую группу, разрабатывавшую первый советский реактивный гранатомет СГ-82 (аналог немецкого Panzerfaust, принят на вооружение в 1944 году). При проведений ранних испытаний летом 1942 года получил множественные тяжелые ранения вследствие взрыва пороховой камеры гранаты. Трагически скончался в больнице через две недели, 17 августа 1942 года. В 1947 году, совместно с другими конструкторами, был (посмертно) удостоен Сталинской премии за успешное создание этого гранатомета. 

## Семья
Жена — Юдифь Львовна Фиш (1901—1992), уроженка Слуцка, кандидат химических наук (1951), старший научный сотрудник Института нефтехимического синтеза имени А. В. Топчиева  АН СССР. 
Сыновья: Леонид (1933—2007); Валериан (1935) продолжил дело отца. Является кандидатом наук и автором множественных патентов. Женат на Виктории Шумиловой (1938). В советское время, Виктория возглавляла один из отделов ГОССТАНДАРТа.   
Дочь Елена (1940—2018). Елена была одним из основателей и руководителей Института высших гуманитарных исследований им. Е. М. Мелетинского РГГУ, талантливым редактором. РГГУ, РАНХиГС при Президенте РФ проводили конференции памяти Е. П. Шумиловой.

## Награды и премии
- Сталинская премия III степени (10 апреля 1942) — за изобретение многоступенчатой гидравлической турбины для бурения глубоких скважин
- Сталинская премия II степени (1947, посмертно) — за разработку и широкое внедрение метода непрерывного наклонного бурения нефтяных скважин
- орден Ленина (1942)

## Сочинения
- Гидравлика, 2 изд., М.—Л. — Новосибирск. 1934 (совм. с др.);
- Практический курс по теории теплопередачи, М., 1932 (совм. с В. С. Яблонским);
- Теоретические основы турбинного бурения, М.—Л., 1943.
- Турбинное бурение нефтяных скважин. Ч. 1. — М.; Л.: ОНТИ Гл. ред. горно-топлив. лит., 1936. — 177 с.